# Skamstrup Kirke
Skamstrup Kirke er beliggende i landsbyen Skamstrup på Vestsjælland.
Den hvidkalkede kirke er opført ca. 1150 i romansk stil med senere gotiske tilføjelser. Tårnets kamtakker er dog af nyere dato, tilføjet i 1900-tallet.
Kirken rummer en række meget fornemme kalkmalerier. Østfagets rige ornamentik er karakteristiske for Isefjordsværkstedets vægbilleder fra omkring 1460-80, medens midterfagets billeder er højgotiske fra omkring 1375-1400.
I kirkegårdsmuren sidder en mindeplade for forfatteren Poul Dons, som ligger begravet på kirkegården (gravstedet sløjfet). Pladen bærer 1. strofe af Grundtvigs mindedigt over Dons.
Umiddelbart vest for kirken ligger Skamstrup Præstegård, 
og et par hundrede meter syd for ligger Skamstrup Mølle.

## Eksterne kilder og henvisninger
- Wikimedia Commons har flere filer relateret til Skamstrup Kirke
- Skamstrup Kirke i bogværket Danmarks Kirker, Nationalmuseet
- Skamstrup Kirke Arkiveret 31. januar 2011 hos  Wayback Machine hos nordenskirker.dk
- Skamstrup Kirke hos KortTilKirken.dk